# Dolichokolie

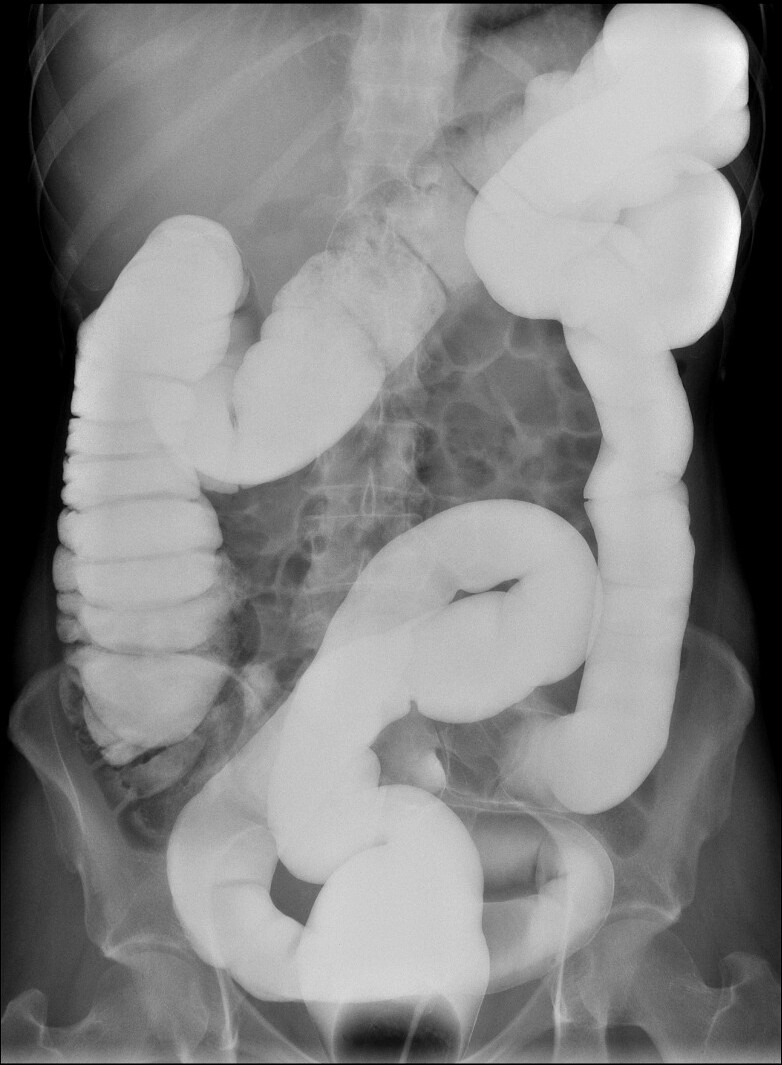

Dolichokolie ist eine abnorme Länge des Grimmdarms bei normalem Durchmesser (Synonym: Dolichokolon, auch Colon elongatum und Sigma elongatum). Dolichokolie diagnostizierte man früher häufig als Ursache für chronische Verstopfung und riet dann, den Grimmdarm operativ zu kürzen. Dies wird heute allgemein als Fehlschluss angesehen.